# Karl Hauer
Karl Hauer (* 20. Oktober 1875 in Gmunden; † 17. August 1919 in Hall in Tirol) war ein österreichischer Journalist und Publizist aus dem Freundeskreis von Karl Kraus und Georg Trakl. 

## Leben
Karl Hauer kam aus einem wohlhabenden Salzburger Elternhaus und pflegte ein Leben als Bohémien und Bürgerschreck. 
Georg Trakl pflegte mit ihm seit 1911 nähere Bekanntschaft. Er wirkte im Umkreis der 1898 von Anton Renk unter dem Eindruck der Lektüre einer der wichtigsten Zeitschriften der Berliner Moderne gegründeten Salzburger Literatur- und Kunstgesellschaft Pan, in die ihn sein ehemaliger Klavierlehrer August Brunetti-Pisano (1870–1943), Salzburger Komponist und Mitbegründer dieser Gesellschaft, eingeführt hatte. Trakl scheint Hauer bereitwillig bei Ausschweifungen aller Art gefolgt zu sein. 
Hauers Publikationen (1910 die Essaysammlung Von fröhlichen und unfröhlichen Menschen) bezeugen in ihrer kultur- und gesellschaftskritischen Tendenz eine dialektisch-scharfe Intelligenz. Er lieferte häufig Beiträge zur Wiener Zeitschrift Die Fackel und stellte sehr wahrscheinlich den ersten Kontakt zwischen deren Herausgeber Karl Kraus sowie dem Architekten Adolf Loos her, mit dem Trakl ab 1913 in Wien freundschaftlich verbunden war, während Hauer für ihn eine Episode blieb, obwohl er ihm das Gedicht Allerseelen gewidmet hat. 
Der ebenso brillante wie morbide Polemiker erlag 1919 der Schwindsucht.

## Werk
- Phrasen Die Fackel Nr. 200, 3. April 1906 (Memento vom 8. Dezember 2007 im Internet Archive)
- Von den fröhlichen und unfröhlichen Menschen Jahoda & Siegel, Wien 1910 (Rezension: Arthur Kronfeld: Essais von Karl Hauer. In: Saturn 2: 1912, 197–199)